# Barrett MRAD

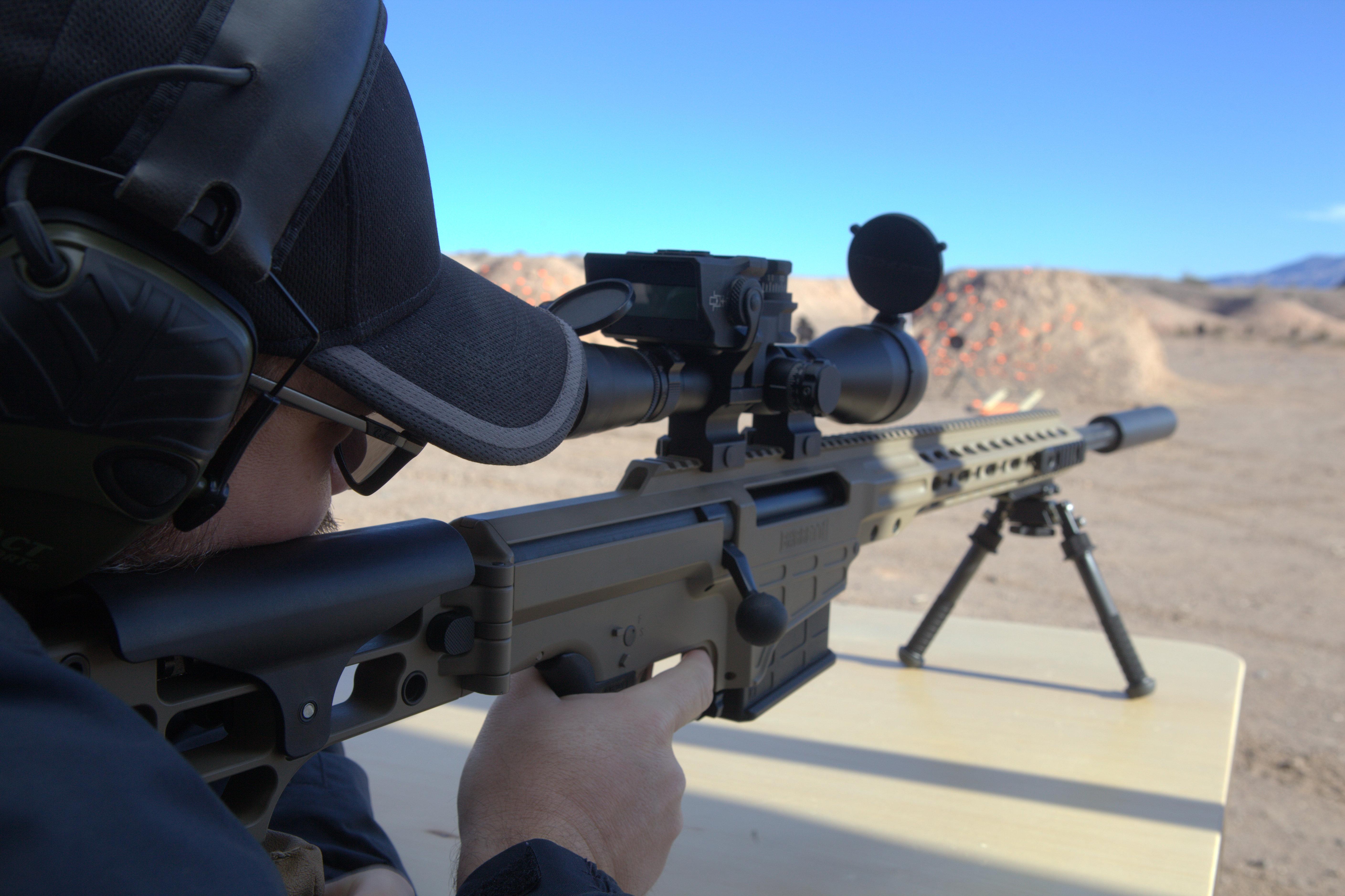
Barrett MRAD in uso

Il Barrett MRAD (Multi-Role Adaptive Design) è un fucile di precisione con meccanismo di azionamento del tipo bolt action, che è stato progettato dalla Barrett per soddisfare i requisiti del SOCOM PSR. Il MRAD è basato sul Barrett 98B con una serie di svariate modifiche e miglioramenti. Il Barrett MRAD è stato nominato Rifle of the Year 2012 dall'ANR.

## Utilizzatori
- Israele: Nel 2013 il MRAD è stato adottato dalla Yamam, dal corpo d'elite antiterrorismo e dalle unità SWAT come fucile di precisione a lungo raggio, per sostituire i vecchi fucili PGM 338.[4] Nel 2018 anche le Forze di difesa israeliane hanno adottato il MRAD.
- Nuova Zelanda: introdotta nel 2018 in sostituzione dei fucili da cecchino Arctic Warfare da 7,62 mm.
- Norvegia: utilizzata dalle forze armate speciali norvegesi dal 2015.